# Bläulicher Strandflieder
Der Bläuliche Strandflieder (Limonium caesium) ist eine Pflanzenart aus der Gattung Strandflieder (Limonium) in der Familie der Bleiwurzgewächse (Plumbaginaceae).

## Merkmale
Der Bläuliche Strandflieder ist eine an der Basis verholzte, kahle, dichte, reichverzweigte, ausdauernde Pflanze. Die Blätter sind ganzrandig, spatelig, entspringen einer grundständigen Rosette und fehlen während der Blütezeit. Der Blütenstand erreicht Wuchshöhen von 20 bis 60 Zentimeter und weist 2 Millimeter dicke, zierliche Äste sowie an der Basis 2 bis 3 Millimeter lange Schuppen auf. Die unteren Äste sind starr, weiß gefärbt, oft mehlig und steril. Die Ährchen haben eine Länge von 1 Zentimeter und werden aus einblütigen Ährchen gebildet. Die Länge des inneren Vorblattes beträgt 2,5 Millimeter, die des äußeren 0,5 Millimeter. Der Kelch ist bis zu 5 Millimeter lang und überragt das innere Vorblatt. Die Krone ist 7 bis 8 Millimeter lang, 5 bis 7 Millimeter breit und rosa gefärbt. Der Kelch ist länger als die Röhre.
Blütezeit ist von Mai bis Juni.

## Vorkommen
Der Bläuliche Strandflieder kommt in Spanien an trockenen und mehr oder weniger stark salzhaltigen Standorten vor.

## Belege
- Ehrentraud Bayer, Karl-Peter Buttler, Xaver Finkenzeller, Jürke Grau: Pflanzen des Mittelmeerraums (Die farbigen Naturführer). Mosaik Verlag GmbH, München 1986.